# Škvořetice

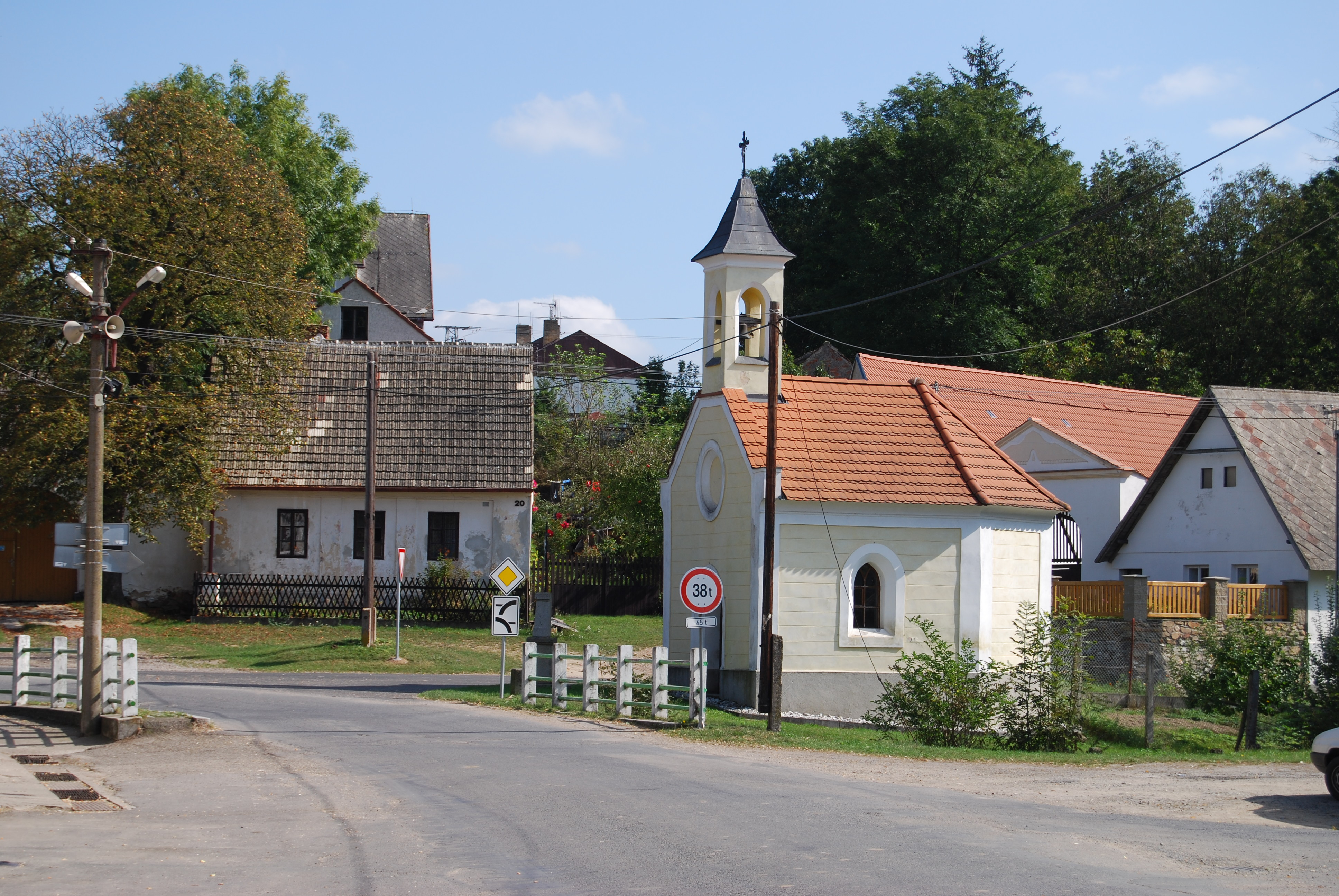
Dorfplatz und Kapelle in Škvořetice

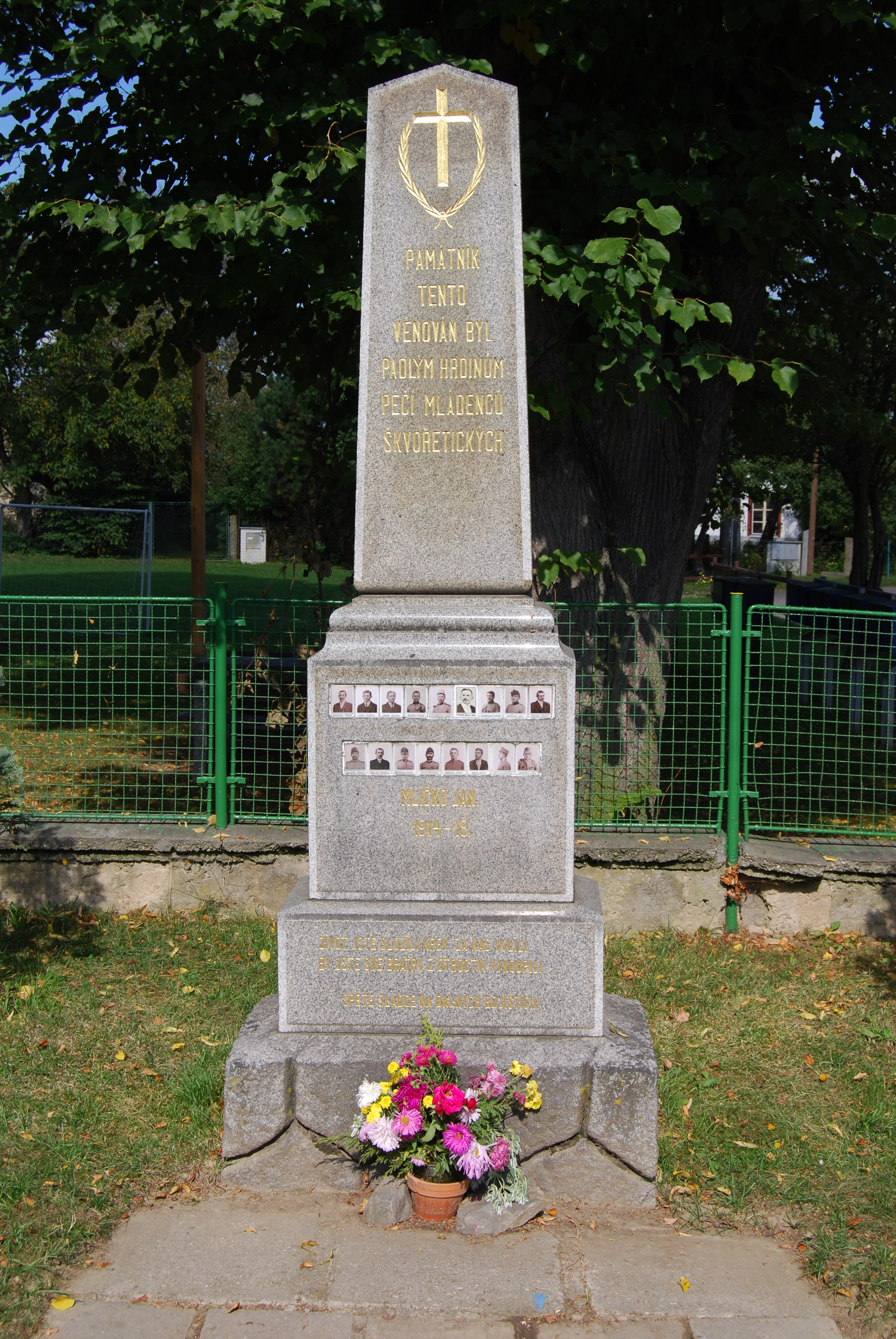
Denkmal für die Gefallenen des Ersten Weltkrieges in Škvořetice

Škvořetice [ˈʃkvɔr̝ɛcɪt͡sɛ], bis 1924 Skvořetice (deutsch Skworschetitz, auch Skworetitz) ist eine Gemeinde in Tschechien. Sie liegt drei Kilometer nördlich von Sedlice in Südböhmen und gehört zum Okres Strakonice.

## Geographie

### Geographische Lage
Škvořetice erstreckt sich beiderseits des Baches Škvořetický potok im Mittelböhmischen Hügelland. Nördlich erhebt sich die Boudovka (512 m), im Osten der Pahorek (531 m) und der Chlum (562 m), südöstlich der Mužetický vrch (573 m), im Süden die Kamenice (561 m), westlich die Hradiště (542 m) und die Matčí hora (487 m) sowie im Nordwesten der Křesovec (496 m). Gegen Nordoden liegt der Teich Dalina, am südöstlichen Ortsausgang der Teich Stárka.

### Gemeindegliederung
Die Gemeinde Škvořetice besteht aus den Ortsteilen Pacelice (Patzelitz) und Škvořetice (Skworschetitz) sowie der Einschicht Pohodnice.

### Nachbargemeinden
Nachbarorte sind Buzice, Pohodnice, Buzičky und Václavov im Norden, Zbuzy, Míreč und Neradov im Nordosten, Lom, Chlum, Jarotice und Důl im Osten, Malčice, Mužetice und Holušice im Südosten, Kamenice und Sedlice im Süden, Lažany, Čekanice und Němčice im Südwesten, Hněvkov im Westen sowie Pacelice und Blatná im Nordwesten.

## Geschichte
Archäologische Funde belegen eine frühzeitliche Besiedlung der Gegend. Auf der Hradiště befindet sich eine prähistorische Begräbnisstätte.
Zum Ende des 13. Jahrhunderts entstand in Škvořetice an einem von Vimperk über Volyně, Strakonice und Sedlice nach Butice führenden Zweig des Goldenen Steigs eine kleine viereckige Wasserfeste.
Die erste schriftliche Erwähnung von Škvořetice erfolgte 1299 in den Mirotitzer Kirchzehntverzeichnissen. Erste namentlich überlieferte Besitzer des Gutes waren 1380 Jan ze Škvořetic und 1411 Ondřej Mirovec. Die Vladikenfamilie Mirovec von Mirovice hielt Škvořetice bis 1444, als Jan genannt Šteker von Mirovice einen Teil des Gutes an Zdenko von Sternberg verkaufte. Besitzer des anderen Teil war zu dieser Zeit Beneš Kalenitz von Kalenitz. Er konnte das Gut 1462 durch den Ankauf den Sternberger Anteils gänzlich erwerben.
Im Jahre 1541 kauften die Brüder Johann und Sigmund Kalenitz von Kalenitz auf Skworetitz das Städtchen Mirotice mit dem Dorf Lom von Adam Lev von Rosental. Zwei Jahre später wurden sie in der erneuerten Landtafel als Besitzer der Feste, des Hofes und des Dorfes Skworetitz sowie des Dorfes Leskovec eingetragen. Dieser Eintrag ist zugleich der älteste schriftliche Nachweis der Feste Skworetitz.
Ab 1558 war Johann d. J. Kalenitz von Kalenitz († 1586) alleiniger Besitzer von Skworetitz, zu seiner Zeit erfolgte der Umbau der Feste zu einem Renaissanceschloss. Nachfolgend wechselten die Besitzer des Gutes häufig. Darunter waren u. a. von 1668 bis 1672 Georg Franz Ritter Daudlebsky von Daudleb, und danach Johann Wilhelm Ritter Kalenitz von Kalenitz. Letzterer verkaufte das Schloss Skworetitz mit zwei Höfen, einer Brauerei sowie den zugehörigen Dörfern Skworetitz, Muschetitz (Mužetice), Hněwkow (Hněvkov), Lom, Nieretsch (Míreč), Doll (Důl) und Patzelitz (Pacelice) 1673 an Ferdinand Anton Malowetz von Cheynow und Winterberg. Dieser überschrieb das Gut 1682 seiner Frau Maria Franziska, geborene Villani de Castelo Pilonico.
Im Jahre 1701 erwarb der Vormund der Serényi-schen Waisen, Franz Wilhelm Salm-Reifferscheidt, das Gut bei der öffentlichen Versteigerung der Nachlasses von Maria Franziska Malowetz. Joseph Graf Serényi von Kis-Serény vereinigte nach Erreichung der Volljährigkeit das Gut Skworetitz mit der Herrschaft Blatná.
1742 hinterließ die Herrschaft seiner Witwe Maria Elisabeth, geborene Gräfin von Waldstein zur Nutznießung. Nach deren Tode erbten 1787 die Brüder Joseph Vinzenz, Amandus, Johann Nepomuk und Ludwig Serényi von Kis-Serény. Sie verkauften die Herrschaft Blatná am 7. November 1798 an den k.k. Kämmerer Wenzel Hildprandt Freiherr von und zu Ottenhausen. 1803 erbte dessen Sohn Franz Hildprandt von und zu Ottenhausen den Besitz.
Im Jahre 1840 bestand Skworetitz bzw. Schkworetitz / Sskworetice bzw. Sskworeč aus 65 Häusern mit 437 tschechischsprachigen Einwohnern. Im Dorf gab es ein Schloss mit Beamtenwohnung, eine Schule, einen Meierhof, eine Schäferei und ein Wirtshaus. Außerdem bestand im Dorf der Johann Kalbatsch gehörige Freisassenhof Skworetz (Nr. 5). Pfarrort war Sedlitz. Bis zur Mitte des 19. Jahrhunderts blieb Skworetitz immer der Herrschaft Blatná untertänig.
Nach der Aufhebung der Patrimonialherrschaften bildete Skvořetice / Skworetitz ab 1850 eine Gemeinde in der Bezirkshauptmannschaft und dem Gerichtsbezirk Blatná. Zum Ende des 19. Jahrhunderts wurde zeitweilig Škvoretice als Ortsname verwendet, die heutige Namensform Škvořetice wurde 1924 eingeführt.
Am 24. Juni 1958 verursachte ein Hochwasser des Baches Škvořetický potok schwere Schäden in Škvořetice. Im Zuge der Aufhebung des Okres Blatná wurde Škvořetice 1960 dem Okres Strakonice zugeordnet. 1964 wurde Pacelice und am 1. Juli 1974 Lom (mit Míreč und Neradov) eingemeindet. Nach einem Referendum lösten sich Lom, Míreč und Neradov am 24. November 1990 von Škvořetice los und bildeten die Gemeinde Lom.

## Wappen
Seit 2004 führt die Gemeinde ein Wappen und Banner. Das Wappenschild besteht aus rot-silbernen zinnengeteilten Hälften und zeigt einen goldenen gepanzerten Arm mit einem auf blauem Schwert aufgespießten Herzen sowie eine goldene Krone. Der Zinnenschnitt symbolisiert die Feste Škvořetice, Rot und Silber die heraldischen Farben der Ritter Kalenitz von Kalenitz. Krone und Herz stehen für eine Mariensymbolik, der gepanzerte Arm ist dem Wappen der Hildprandt von und zu Ottenhausen entlehnt.

## Kultur und Sehenswürdigkeiten
- Schloss Škvořetice, es entstand in der Mitte des 16. Jahrhunderts für Johann d. J. von Kalenitz an Stelle der gotischen Feste als Renaissancebau. In den Jahren 1921–1922 ließ Karl Hildprandt das Schloss durch den Berouner Architekten Vojtěch Volf im Neorenaissancestil umgestalten. Die Familie Hildprandt von und zu Ottenhausen besaß das Schloss bis 1945. Danach diente es der ČSD – Severozápadní dráha als Berufsschule. Nach der Sametenen Revolution wurde das Schloss privatisiert und wird im Kauf angeboten.
- Barocke Wallfahrtskirche der Verklärung des Herrn auf dem Křesovec bei Pacelice, erbaut 1763 für Maria Elisabeth Serényi. Die Pläne dafür werden Kilian Ignaz Dientzenhofer oder einem seiner Schüler zugeschrieben. Der Turmanbau erfolgte 1845.
- Kapelle am Dorfplatz von Škvořetice
- Kapelle der Schmerzreichen Jungfrau Maria, erbaut 1884 an einer Quelle am nördlichen Ortsausgang
- Denkmal für die Gefallenen des Ersten Weltkrieges in Škvořetice